# D’arcy Wretzky

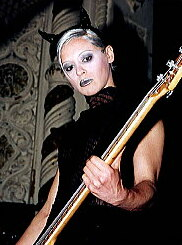
D’arcy Wretzky (2010)

D'arcy Elizabeth Wretzky-Brown (* 1. Mai 1968 in South Haven, Michigan) ist eine amerikanische Rockmusikerin, die als Bassistin der Alternative-Rock-Band The Smashing Pumpkins bekannt wurde.

## Leben
D’arcy Wretzky wuchs in South Haven auf. Sie spielte Violine, Oboe und sang im Chor. In der Highschool entdeckte sie den Post-Punk für sich und begann in Coverbands zu spielen.
D’arcy Wretzky stieß zu den Smashing Pumpkins, die von Billy Corgan und James Iha 1987 gegründet worden war, nachdem es nach einem Konzert zu einer intensiven Diskussion zwischen ihr und Corgan gekommen war. Mit ihr nahm die Band die Studioalben Gish, Siamese Dream, Mellon Collie and the Infinite Sadness und Adore auf, wobei Corgan allerdings später angab, bei den Studioaufnahmen zu den ersten beiden Alben habe in Wahrheit er den Bass eingespielt. Auch für das Album Machina/The Machines of God spielte Wretzky bis auf ein Stück alle Basspartien ein.
Im Jahr 1996 fungierte sie für die Band Catherine als zweite Stimme bei der Single Four Leaf Clover, sowie als Background-Sängerin im Lied Punch Me Out, beide erschienen auf dem Album  Hot Saki & Bedtime Stories.
Nach beinahe zwölf Jahren Mitgliedschaft bei den Smashing Pumpkins verließ D’arcy Wretzky Ende 1999 die Band und gab an, fortan als Schauspielerin arbeiten zu wollen. Auf der letzten Tournee im Jahr 2000, nach der sich die Band vorerst aufgelöst hatte, wurde sie durch Melissa Auf der Maur ersetzt.
Wretzky lebt seitdem in Watervliet (Michigan), wo sie unter anderem einen Pferdehof besitzt. Im Januar 2000 wurde sie wegen Kokainbesitzes (Crack) verhaftet. Sie unterzog sich einem Drogenentzug und wurde im Gegenzug nicht verurteilt. Billy Corgan gab im Nachhinein an, Wretzkys eskalierende Drogensucht sei der Grund dafür gewesen, weshalb sie die Smashing Pumpkins verlassen habe. Auf die Pläne Corgans für eine Reunion der Smashing Pumpkins in Originalbesetzung, die dieser 2005 publik machte, hat D’arcy Wretzky nicht reagiert.
Sie gilt als Depeche-Mode-Fan und war auch diejenige, die Billy Corgan dazu brachte, eine Coverversion von deren Song Never Let Me Down Again einzuspielen. Das Lied erschien auf dem Soundtrack zu Nicht noch ein Teenie-Film! sowie dem Tribute-Album For the Masses.
D’arcy war zeitweise mit Kerry Brown verheiratet, dem Drummer von Catherine.

## Diskografie

### Mit Catherine
- 1996: Four Leaf Clover feat. D'arcy (Single)[6]
- 1996: Hot Saki & Bedtime Stories (Album)[7]

### Mit The Smashing Pumpkins
- 1991 – Gish
- 1993 – Siamese Dream
- 1994 – Pisces Iscariot
- 1995 – Mellon Collie and the Infinite Sadness
- 1998 – Adore
- 2000 – Machina/The Machines of God
- 2000 – Machina II/The Friends & Enemies of Modern Music

### Gastbeiträge
- 1998: Let it Come Down (James Iha) Backgroundgesang auf One & Two[8]
- 1999: Title of Record (Filter) Backgroundgesang auf Cancer[9] und Take a Picture[10]